# Albin Roussin
Albin Roussin (Dijon, 21 de abril de 1781 — Paris, 21 de febrero de 1854) fue un almirante de la Marina francesa que comandó las fuerzas navales de su país durante las guerras Napoleónicas, la Restauración borbónica y bajo Luis Felipe I. En 1831 derrotó a las fuerzas portuguesas en el río Tajo en el contexto de las Guerras Liberales.

## Biografía
Hijo de un abogado de Borgoña, se enroló con trece años en un batería flotante encargada de la defensa de Dunkerque (1793). Poco después se encargó de la defensa de convoyes franceses en las costas holandesas.
En 1796 participó en el marco de las guerras revolucionarias a bordo de una fragata, si bien su primera campaña en Irlanda fue un fracaso para las armas francesas. Entre 1802 y 1807 estuvo destinado en diferentes áreas como Martinica, las costas de la India o Sumatra.
En 1808 fue destinado a la isla Mauricio (posesión francesa entonces) donde fue promovido a teniente tras ser herido en combate. Al mando de la corbeta Iéna se enfrentó a una fragata británica en la costa de Calcuta el 8 de octubre de 1808, tras dos horas de combate fue derrotado y capturado. En 1809 fue liberado y enviado a Reunión. Pese a salir victorioso en la importante batalla de Grand Port (1810), el gobernador francés rindió la isla, tras la derrota de las tropas francesas en la isla.
Roussin regresó a Francia, donde Napoleón Bonaparte le confirmó el rango de capitán y le recompensó con la legión de honor. Entre 1812 y 1813 patrulló el Océano Atlántico.
Tras la derrota de Napoleón se unió al rey Luis XVIII. Cuando Napoleón regresó al poder dimitió, pero regresó al servicio tras la segunda restauración de Luis XVIII. En 1821 tomó el mando de la escuadra francesa en Sudamérica con la misión de defender el comercio francés y boicotear a las fuerzas patriotas que combatían contra España durante las guerras de independencia hispanoamericanas. Regresó a Francia en 1822, donde fue promovido a Almirante.
En el contexto del enfrentamiento del Imperio de Brasil contra las Provincias Unidas del Río da Plata (1825-28), y con el pretexto de reparaciones por las pérdidas de los súbditos franceses en aquel conflicto, encabezó una expedición de tres navíos que forzó la Bahía de Guanabara de Río de Janeiro que obligó a negociar al gobierno brasileño (6 de julio de 1828), .
Con la caída de Carlos X, Roussin continuó su carrera al servicio de Luis Felipe I. El gobierno portugués dirigido por Miguel I, absolutista, se negó a reconocer el cambio de gobierno en París. Las disputas entre ambas cortes se agravaron cuando dos ciudadanos franceses fueron arrestados en Lisboa, pese a los ruegos del cónsul francés, ambos fueron condenados.
El gobierno francés exigió una reparación y envió una escuadra de 13 buques a la desembocadura del Tajo, este hecho es conocido como el incidente Roussin (julio de 1831). 
La flota francesa logró neutralizar los fuertes que protegía la entrada a Lisboa, una vez superada esta defensa bombardearon la capital. La escuadra portuguesa que salió a su encuentro salió derrotada y se rindió.
Sirvió como ministro de Marina en dos ocasiones (1840 y 1843). Se retiró por enfermedad falleciendo en 1854.
- Datos: Q2831897
- Multimedia: Albin Roussin / Q2831897